# جوني بوثويل
جوني بوثويل (بالإنجليزية: Johnny Bothwell)‏ هو موزع أمريكي، ولد في 23 مايو 1919 في غاري في الولايات المتحدة، وتوفي في 12 سبتمبر 1995 في ليكلاند في الولايات المتحدة.

## وصلات خارجية
- جوني بوثويل على موقع ميوزك برينز (الإنجليزية)
- جوني بوثويل على موقع أول ميوزيك (الإنجليزية)
- جوني بوثويل على موقع ديسكوغز (الإنجليزية)